# Catedral basílica de Nuestra Señora de la Anunciación (Acireale)
La Catedral Basílica de Nuestra Señora de la Anunciación o simplemente Catedral de Acireale (en italiano: Basilica Cattedrale di Maria SS. Annunziata) Es una catedral católica dedicada a la Anunciación de la Santísima Virgen María en la ciudad de Acireale en Sicilia, provincia de Catania, Italia. Fue declarada la sede del Obispo de Acireale en 1870.
El actual edificio de la catedral, que se encuentra en la Piazza Duomo, fue construido como una simple iglesia parroquial entre 1597 y 1618, que fue ampliada unos años más tarde cuando recibió las reliquias de San Venera, uno de los dos santos patronos de la ciudad,  La estructura sobrevivió al terremoto de 1693, y la actual catedral es un edificio del siglo XVII con adiciones significativas de cada siglo sucesivo.

## Véase también

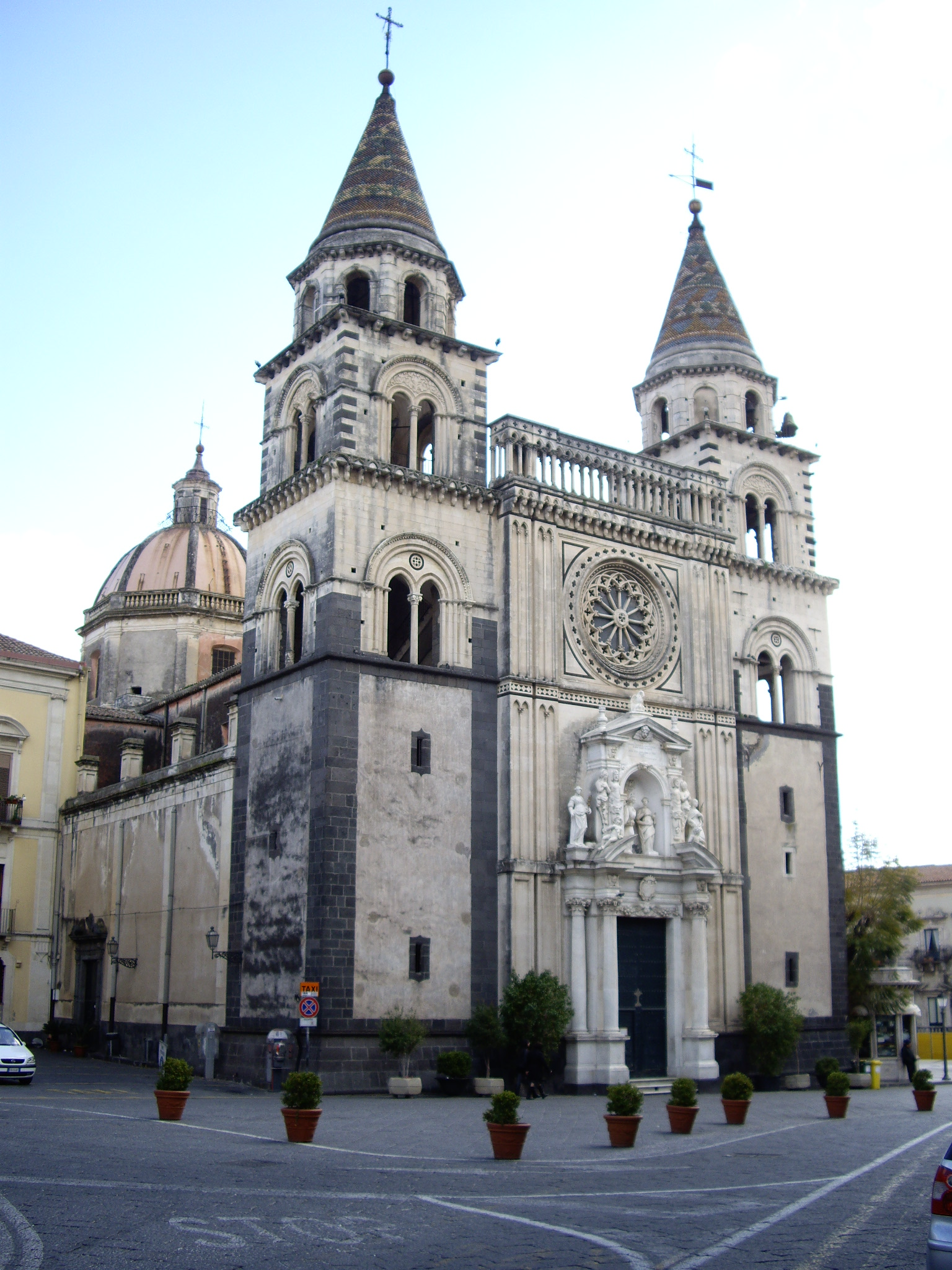
Otra vista del templo